# Иван Татомировић
Иван Татомировић (Смедеревска Паланка, 11. јануар 1989) српски је фудбалер који тренутно наступа за Колубару.

## Трофеји и награде
Сарајево
- Премијер лига Босне и Херцеговине : 2014/15.
- Куп Босне и Херцеговине : 2013/14.

Жалгирис
- А лига Литваније (3): 2020, 2021, 2022.
- Куп Литваније (2): 2021, 2022.
- Суперкуп Литваније 2020.